# Георги Драшков
Георги Я. Драшков е български революционер, деец на Вътрешната македоно-одринска революционна организация, македоно-одрински опълченец.

## Биография
Георги Драшков е роден около 1887 година в костурската паланка Хрупища, тогава в Османската империя, днес Аргос Орестико, Гърция. Учи в Хрупища и прогимназия в Костур. Още от малък подпомага дейността на хрупищкия ръководител на ВМОРО и негов зет Георги Христов. В 1904 година влиза в костенарийската чета, начело с Костандо Живков. В 1905 година емигрира в Съединените щати.
При избухването на Балканската война в 1912 година Драшков организира в Синсинати, Охайо, чета от 20 души доброволци: Димитър Стасов, Щерьо Куличев, Янаки Кольов, Лазар Милиовчев и Станчо Костадинов от Хрупища, Наум Атанасов, Георги Христов, Яни Атанасов, Васил Аргиров от Желин, Георги Наумов от Маняк, Зисо и Георги от Цакони и останалите от Корещата. Четата заминава за Европа и през Лондон, Хамбург и Белград стига до България, където се включва в МОО. Към нея са включени всички дошли от Америка костурчани доброволци и сформираната чета от 150 души е предадена под командването на казака капитан Александър Волковски. Четата пристига на фронта при Булгаркьой и е преобразувана в нестроева рота на Осма костурска дружина, като взима активно участие в отблъскването на турския десант при Шаркьой, в което Драшков е произведен в подофицер. През Междусъюзническата война ротата е на сръбския фронт и се сражава при Раднови скали, където загива другарят на Драшков Георги Христов и при Драмче, където загива Димитър Стасов.
През Първата световна война Георги Драшков е старши подофицер в Тридесет и девети пехотен солунски полк и обучава новобранци македонски албанци, а по-късно е интендант.